# Bao Tianxiao
Bao Tianxiao (1876 - 24 Octobre 1973) est un écrivain et traducteur chinois. Né à Jiangsu, il passe les examens impériaux en 1894 et développe un intérêt pour la littérature à travers sa lecture. Il quitte sa ville de naissance en 1900 pour Nankin, prenant finalement domicile à Shanghai. Il traduit de nombreuses œuvres, écrit plusieurs romans, et dirige plusieurs magazines. Sur le dos de ces succès, il adapte ses œuvres pour la société cinématographique Mingxing. Parmi ces scénarios est L’Orchidée dans la vallée solitaire (en), qui fut un des plus grands succès du film muet de la république de chine. Bao reste active à travers les années soixante, ayant déménagé à Hong Kong après la guerre civile chinoise.
Classifié par la critique comme faisant partie du mouvement littéraire de l'école des canards mandarins et des papillons, Bao ne fut pas reconnu comme faisant partie de l'œuvre littéraire de la chine. Toutefois, son The Schooling of Xin'er (une adaptation de Le Livre-cœur par Edmondo De Amicis) gagne un prix de la part du gouvernement républicain et fut un cadeau courant pour diplômés. Il est notable aussi pour sa cultivation d'un réseau d'écrivains, ayant une influence particulière sur les carrières de Zhou Shoujuan (en), Bi Yihong (zh), et Jiang Hongjiao (zh).

## Biographie

### Jeunesse et debuts de carrière
Bao Tianxiao est né Bao Qinzhu (包清柱) dans le comté de Wu (en), Jiangsu, en 1876. Fils d'une famille marchande, il est éduqué dans une école privée dès ses cinq ans d'âge,. Bao souffre de pauvre santé dans son enfance, mourant presque d'une infection de rougeole à quinze ans. Quand son père meurt en 1892, Bao commence à travailler pour soutenir sa famille. Sa famille maintient un abonnement au Shen Bao, et à travers cette publication (entre autres) Bao découvre la fiction européenne et japonaise.
La présence en Jiangsu d'une forte classe de fonctionnaires érudits donne Bao accès facile à la calligraphie, la musique, la peinture, et la poésie. Un de ces fonctionnaires, Yao Mengqi, l'enseigne dans l'art de la calligraphie. En 1894 il passe le premier niveau des examens impériaux et devient professeur particulier. Il avance bientôt au poste de directeur d'un collège en Shandong, où il fait remodeler les salles de classes et installer de nouveaux matériels d'enseignement. Il adopte le prénom social Bao Langsun (包朗孫; 包朗孙).
Bao déménage en 1900, s'établissant d'abord à Nankin. La, il ouvre avec quelques amis la Librairie Donglai, qui vend des livres chinois et japonais,. Il est actif en tant que traducteur dans les premières années du vingt-neuvième siècle, écrivant sous des noms de plume tels que Tianxiao, Chunyun, Wei Miao, Jiaye, Nianhua, Qiuxinggezhu, et Chuanyinglouzhu. Avec l'aide de Yang Zilin il traduit Joan Haste par Henry Rider Haggard et le publie en feuilleton dans son magazine Lixue Translation. Sa traduction de Le Livre-cœur par Edmondo De Amicis, auquel il donne le titre The Schooling of Xin'er, reçoit un prix du Ministère de l'Éducation pour meilleure œuvre original (le fait que ce n'était pas un œuvre original ne fut pas immédiatement reconnu),. Bao achève plus de trente traductions additionnelles pendant les années vingt, et il établit le Suzhou Vernacular Newspaper, qui se penche sur la politique.

### Carrière à Shanghai
En 1909, Bao déménage à Shanghai, où il travaille pour le Times (时报) (zh). La, il introduit une rubrique intitulée "Le Pavillon de l'Égalité" (平等閣), ou les lecteurs peuvent soumettre leurs poèmes (telle participation par les lecteurs était à cette époque peu commune en chine). Plus tard, il est nommé responsable d'autres publications liées au Times : le journal littéraire Novel Times, le journal féminin Funü Shibao (en), et le magazine Novel Pictorial, qui accompagnait des illustrations à des histoires originales,,. Il établit aussi Le Grand Magazine, qui, à 300 pages minimum par édition, était conçu pour publier en entièreté des œuvres de fiction. À la fin des années vingt, Bao avait contribué vers ou dirigé plus d'une douzaine de magazines.
Bao écrit beaucoup pendant cette période. Il travaille aussi sur des drames civilizés (en), mettant en scène une adaptation de Angelo, tyran de Padoue par Victor Hugo. Le fruit de ces activités fut une invitation à travailler avec Commercial Press sur la préparation de manuels scolaires. Il opère aussi le Bureau de Traduction Jinsuzhai, qui publie des œuvres de traducteurs tels que Yan Fu et Tan Sitong (en).
En 1925, la popularité de ses traductions et œuvres originales attirent l'attention de la société cinématographique Mingxing, qui l'offre 100 yuan (l'équivalent de 9,580 yuan en 2019) par mois pour leur écrire un scénario par mois et, de plus, leur donner les droits à deux de ses romans les plus populaires: L’Orchidée dans la vallée solitaire et Fallen Plum Blossoms. Bao accepte et prépare en une semaine un scénario pour L’Orchidée dans la vallée solitaire.
Mingxing sort le film L’Orchidée dans la vallée solitaire (en) le 13 février 1926, et il devient un des films muets les plus appréciés en Chine. Bao reste avec Mingxing jusqu'à novembre 1937, quand la société le licencié pour faire des économies. En 1933, son The Schooling of Xin'er est adapté au cinéma par Wu Yonggang pour Lianhua en 1933.

### Fins de carrière et mort
À travers les années trente, Bao publie des éditoriaux fortement opposés à l'armée impériale japonaise, qui ne cessait d'avancer sur le territoire chinois.  Il survit à l'occupation de Shanghai, une période tellement douloureuse pour lui qu'il affirme avoir cessé d'écrire pendant huit ans. Il reprend son stylo après la guerre avec un article intitulé "Les Voeux Spéciaux de Cette Année" (1945).
Au cours de la guerre civile chinoise, Bao déménage à Taïwan avec son fils K'o-hung. Plus tard, il s'installe à Hong Kong, ou en 1971 il publie ses mémoires,. Son dernier ouvrage est un traité de 99 pages sur les changements en cuisine, vêtements, et habitations du dernier siècle. Il meurt le 24 octobre 1973.

## Analyse de carrière
Depuis les années cinquante, Bao est identifiée avec le mouvement littéraire de l'école des canards mandarins et des papillons. Cette identification le contrarie, car c'est en général associé à des histoires d'amour extrêmement sentimentales,. Par consequence de ce lien, ses œuvres ne furent pas reconnu comme faisant partie de l'œuvre littéraire de la chine. Néanmoins, il est considéré comme un des meilleurs écrivains de ce mouvement, et le critique littéraire Wei Shaochang le place parmi Li Hanqiu (zh), Xu Zhenya (zh), Zhang Hensui, et Zhou Shoujan comme un des "cinq generals tigres" (五虎将) de l'école. Le sinologue Perry Link (en) affirme que Bao et ses pairs de l'ère du mouvement du 4 Mai avaient pour objectif l'illumination de la république de Chine.
Bao expérimente avec des formes littéraires diverses, développant une réputation de touche-a-tout parmi la critique. Il dédaignait les brouillons, favorisant plutôt une approche fluide sans révisions. Son style est décrit comme "décontracté", un terme employé pour la première fois par son surveillant au examens impériaux. Link laude Bao pour son "véritable don pour décrire des événements ordinaires de la vie quotidienne sans qu'ils ne semblent du tout ennuyeux ou ordinaires."
Comme son contemporain Lu Xun, Bao utilise une méthode de traduction ou un traducteur lit l'œuvre à traduire dans la langue d'origine à voix haute tandis qu'un second traducteur traduit sa parole en chinois. Il appréciait le travail de traduction, y trouvant un sens de liberté et un bon moyen de subvenir aux besoins de sa famille. A travers son travail littéraire, il cultive un réseau de protégés, y compris Zhou Shoujuan, Bi Yihong (zh), et Jiang Hongjiao (zh). Il devient une sorte de père de substitution pour plusieurs de ses protégés.
Tandis qu'il dirigeait le Funü Shibao, Bao avança le magazine comme moyen pour circuler de l'information aux femmes. Pour agrandir la couverture, il y publie des photos soumises par des lecteurs. Il préconise que les femmes prennent au magazine des rôles d'écrivaines et de créateurs, se penchant sur les domaines qui leur sont pertinents: divertissement, famille, mariage, école, et travail. Toutefois, la plupart des lecteurs et contributeurs furent des hommes.
Bao considère The Schooling of Xin'er comme son plus grand triomphe. L'œuvre est largement lu pendant les années dix et vingt, avec des exemplaires distribués au diplômés et des extraits publiées dans des manuels scolaires. Le roman, bien que fortement basé sur la matière de source japonaise (elle-même une traduction), comprend de nombreuses modifications et une sinisation générale. Les noms des personnages sont remplacés par des noms chinois, leur diction fait référence à l'histoire et à la géographie chinoise, les personnages étrangers sont caractérisés comme étant ignobles et dédaigneux des chinois, et les valeurs confucéen sont intégrées au récit. De plus, il ajoute quelques épisodes entièrement originaux basés sur les expériences de sa propre famille et change le narrateur en vieil homme portant le nom du fils décédé de Bao.

## Œuvre

### Traductions en français
- Souvenirs de la chambre de l'ombre du bracelet, traduction de Joachim Boittout, Éditions Rue d'Ulm, collection « Versions françaises », 2021, 384p.  (ISBN 978-2-7288-0715-4)